# Dioscorea peperoides
Dioscorea peperoides är en enhjärtbladig växtart som beskrevs av David Prain och Isaac Henry Burkill. Dioscorea peperoides ingår i släktet Dioscorea och familjen Dioscoreaceae.

## Underarter
Arten delas in i följande underarter:
- D. p. angulata
- D. p. peperoides